# 新港 (横浜市)
新港（しんこう）は、神奈川県横浜市中区の町名。横浜港の新港埠頭地域（埠頭面積：37.4ha）に該当する。現行行政地名として新港一丁目および新港二丁目、住居表示が実施されている。

## 概要
横浜港の港湾地区（新港埠頭）にあり、かつては保税倉庫などの港湾施設が集まっていたが、現在では「新港地区」として横浜みなとみらい21の一部となっており、「新港地区街並み景観ガイドライン」が定められ歴史性の継承と景観に配慮された開発を目指している。21世紀に入って横浜赤レンガ倉庫が観光施設として再生されるなど、観光・商業を中心とした再整備が進んでいる。2009年には、開国博Y150の会場の一つとなった。

## 沿革

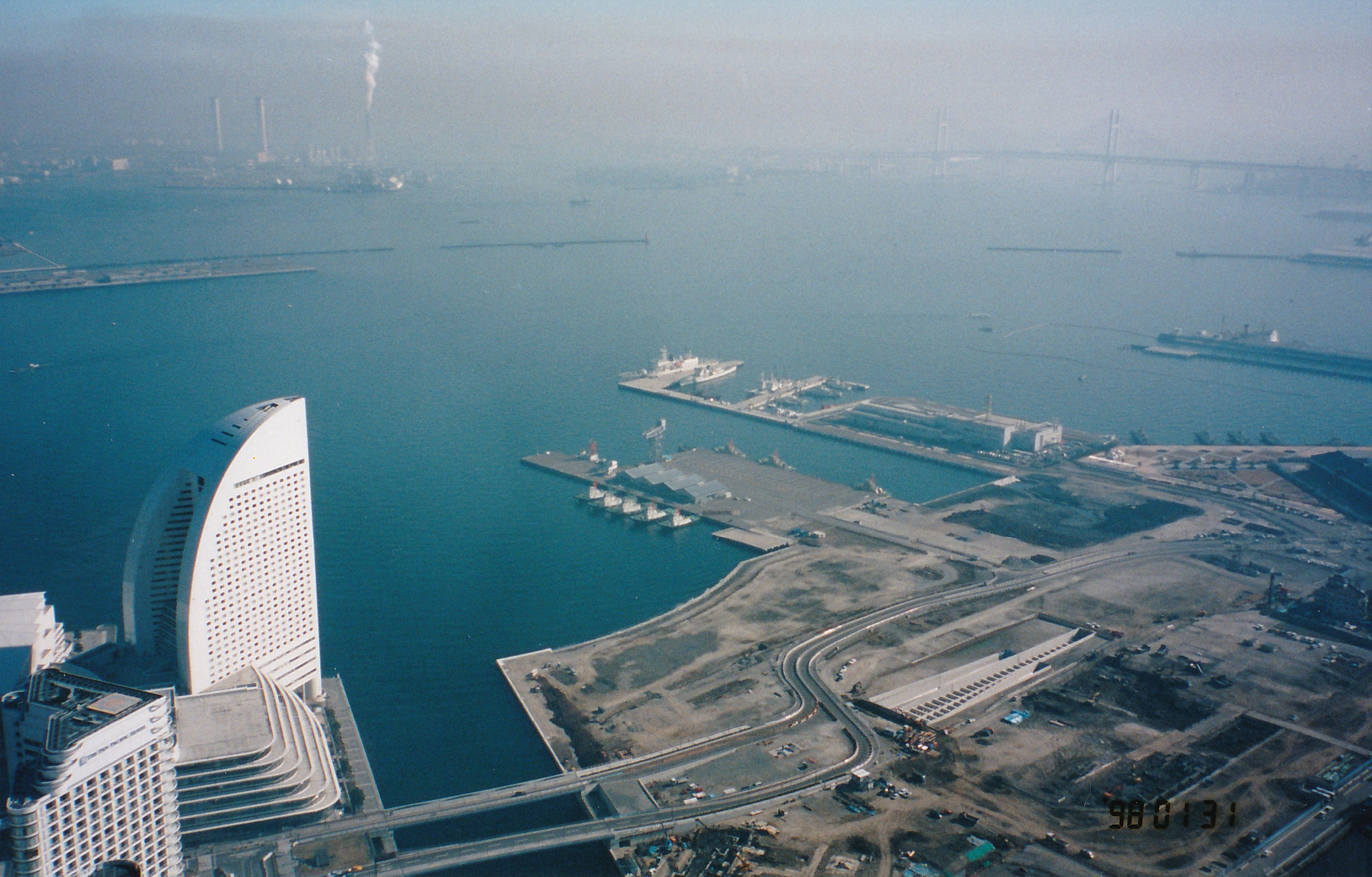
開発中の新港地区（1998年1月）

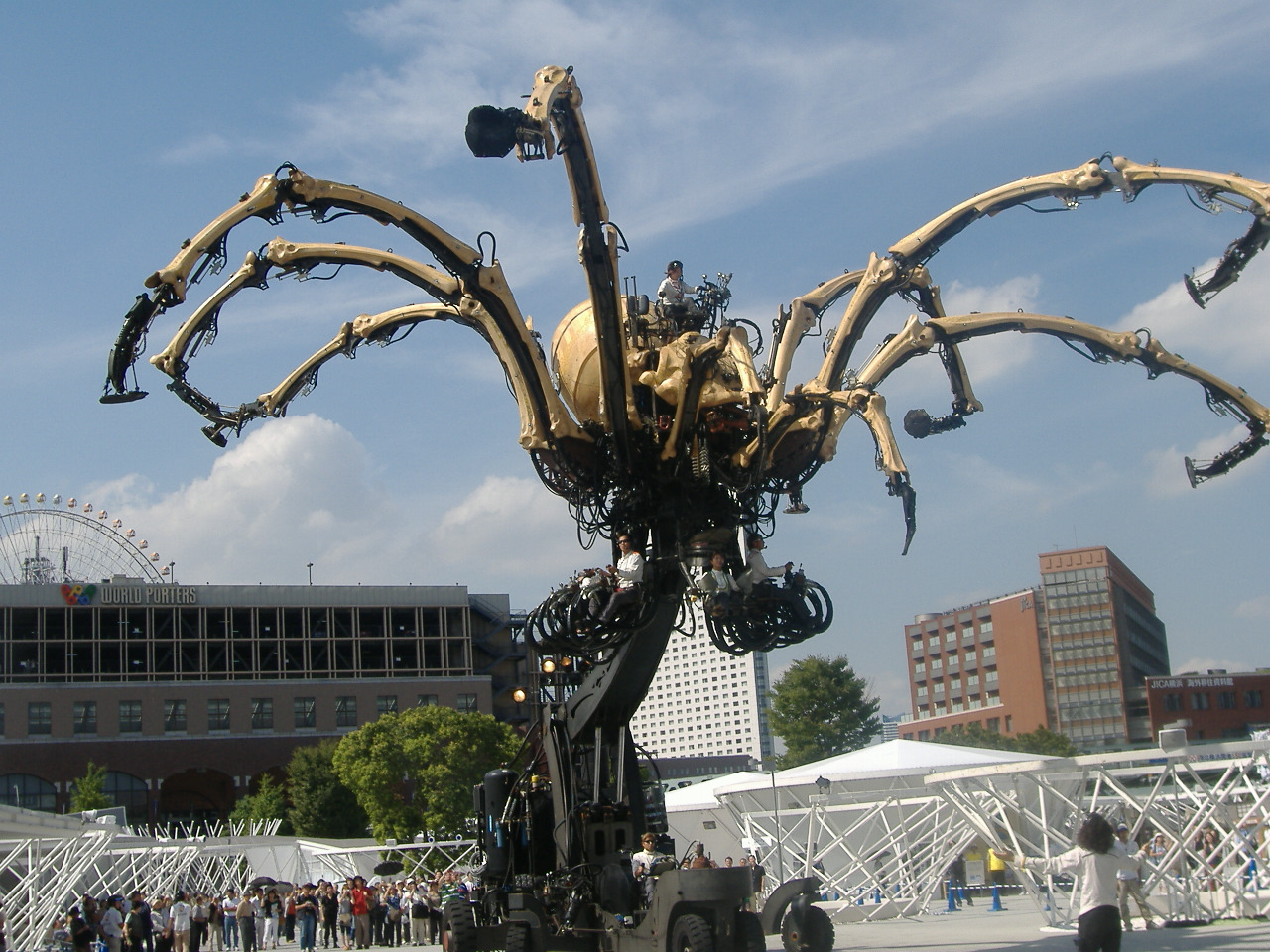
開国博Y150「ラ・マシン」（2009年9月）

新港埠頭は明治後期から大正初期にかけて造成された。1905年（明治38年）12月28日に第1期の埋立が完成。翌1906年（明治39年）5月22日に新港町が新設された。その後、1911年（明治44年）から1913年（大正2年）にかけて、国営保税倉庫（赤レンガ倉庫）が完成した。
1998年（平成10年）、よこはまコスモワールドがオープン。翌1999年には大観覧車コスモクロック21が同園内に移設された。同年9月10日には、横浜ワールドポーターズも開業している。2000年10月23日、住居表示施行。新港町を廃止し、新港一・二丁目が新設された。2002年には新港埠頭保税倉庫が横浜赤レンガ倉庫（赤レンガパーク）として開業。2009年には開国博Y150のベイサイドエリアの会場となった。

## 町名の変遷
| 実施後     | 実施年月日     | 実施前（各町名ともその一部） |
| ---------- | -------------- | ---------------------------- |
| 新港一丁目 | 2000年10月23日 | 新港町                       |
| 新港二丁目 | 2000年10月23日 | 新港町                       |

## 事業所
2021年現在の経済センサス調査による事業所数と従業員数は以下の通りである。
| 丁目       | 事業所数  | 従業員数 |
| ---------- | --------- | -------- |
| 新港一丁目 | 73事業所  | 1,082人  |
| 新港二丁目 | 166事業所 | 3,207人  |
| 計         | 239事業所 | 4,289人  |

### 事業者数の変遷
経済センサスによる事業所数の推移。
| 年                 | 事業者数 |
| ------------------ | -------- |
| 2016年（平成28年） | 234      |
| 2021年（令和3年）  | 239      |

### 従業員数の変遷
経済センサスによる従業員数の推移。
| 年                 | 従業員数 |
| ------------------ | -------- |
| 2016年（平成28年） | 3,343    |
| 2021年（令和3年）  | 4,289    |

## 地理・施設

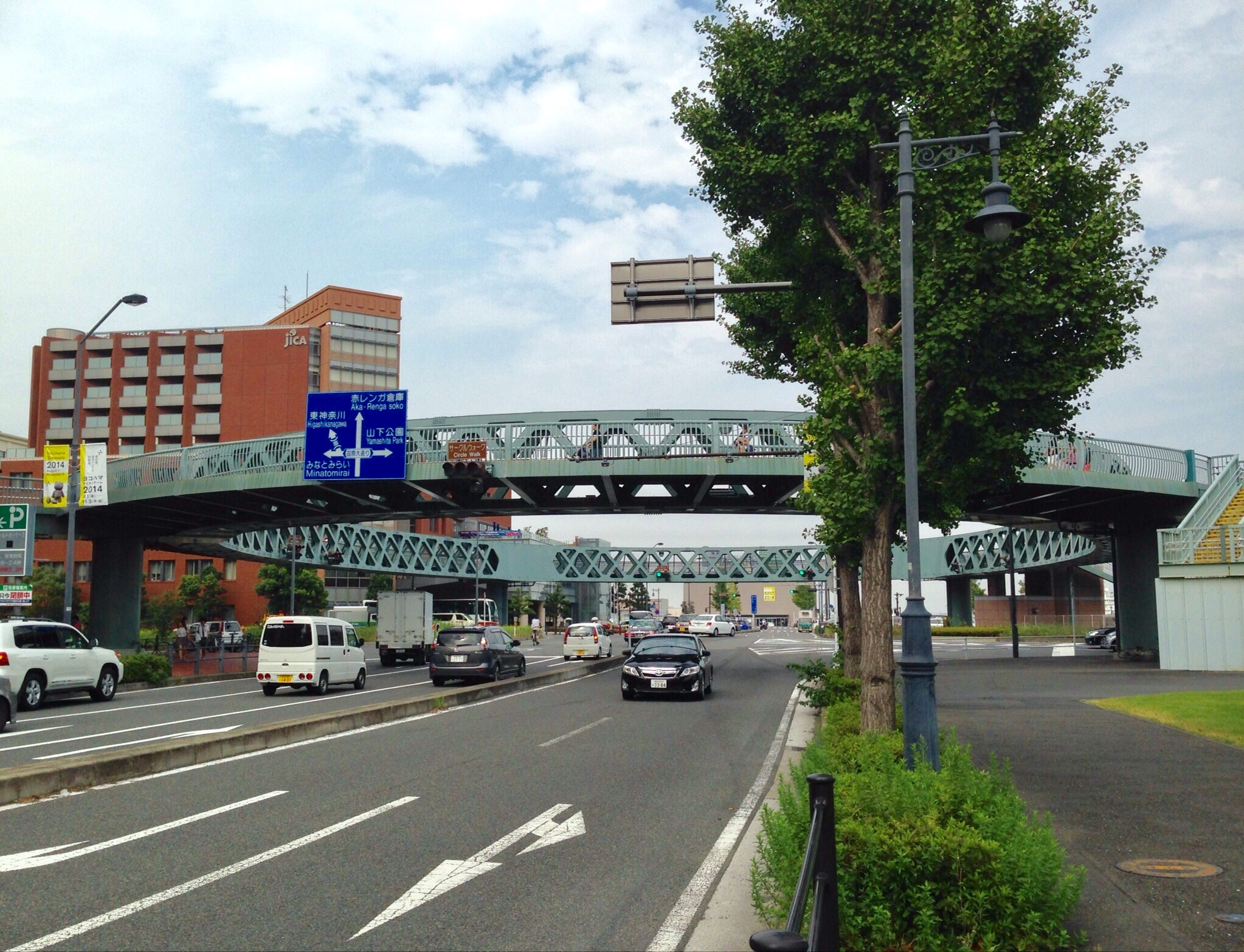
円形歩道橋「新港サークルウォーク」（2014年8月）

みなとみらい21の中央地区と象の鼻パークの間の臨海部にあり、南東側が一丁目、北西側が二丁目となっている。国際大通りと一・二丁目境の万国橋通りが町の中央で交差し、交差点には横浜ワールドポーターズや赤レンガ国際館（JICA横浜国際センター/海外移住資料館）と接続する円形歩道橋「新港サークルウォーク」が架かる。この歩道橋から後述の横浜ハンマーヘッドまで歩行者デッキ「ハンマーヘッドウォーク」も整備され、2024年3月に開通している。国際大通りは国際橋からみなとみらい21中央地区方面、新港橋から象の鼻パークへ通じ、万国橋通りは万国橋から北仲通地区・馬車道方面へ抜ける。この他に歩行者専用の汽車道が桜木町方面へ通じている。
一丁目には横浜赤レンガ倉庫やオープンモール型商業施設「MARINE & WALK YOKOHAMA（マリン アンド ウォーク ヨコハマ）」、よこはま新港合同庁舎などがあり、海沿いに横浜海上防災基地（「海上保安資料館 横浜館」を併設）が置かれている。また、赤レンガ倉庫近くの桟橋（ピア赤レンガ）からは横浜駅東口（横浜ベイクォーター内）や山下公園へ向かうシーバスが運航されている。二丁目には横浜ワールドポーターズや大観覧車がシンボルとなっている都市型遊園地のよこはまコスモワールド、温泉施設の万葉倶楽部、安藤百福発明記念館 横浜（カップヌードルミュージアム 横浜）などがある。この他、海沿いの9号岸壁では大型客船なども寄港できる岸壁と新たな客船ターミナル複合施設「横浜ハンマーヘッド」が整備されている（「#新港埠頭の岸壁」も参照）。
なお、前述の通り汽車道によりJR根岸線および横浜市営地下鉄ブルーラインの桜木町駅方面とアクセスしているほか、北西側の国際橋を渡ると横浜高速鉄道みなとみらい線のみなとみらい駅、南側の万国橋を渡ると同線の馬車道駅、南東側の新港橋を渡ると同線の日本大通り駅にアクセス可能である。また、2017年12月には地元企業4社（後述の新たな客船ターミナルの整備も行う横浜岡田屋など）が出資するYNPによる横浜駅東口から中央卸売市場やパシフィコ横浜、新港埠頭、大さん橋などを経由して山下埠頭までロープウェイなどの索道で結ぶ空中交通構想が浮上、さらに2018年5月にはよこはまコスモワールドを運営する泉陽興業による桜木町駅周辺から汽車道沿いを通り新港地区まで結ぶロープウェイ構想も浮上している。後者の計画は2019年2月に横浜市から具体的な発表があり、それによると桜木町駅前から運河パーク（横浜ワールドポーターズ前）まで結ぶロープウェイ「YOKOHAMA AIR CABIN（ヨコハマ・エア・キャビン）」として、当初2020年夏に開催する予定であった東京オリンピック開幕前の開業を目指し整備するとしていたが、その後の資材調達や工期の遅れなどから半年以上ずれ込み、2021年4月22日に開業した（提案事業者の泉陽興業が計画に係る費用を全額負担するため公費負担なし）。
一・二丁目を合わせた面積は0.398 km²で、人口はごくわずかである。

## 緑地整備
新港には以下の緑地（公園・広場等）が整備されている。なお、この他にプロムナードの「汽車道」が桜木町方面より続いており、横浜ワールドポーターズ前やナビオス横浜下を通っている。また、象の鼻パーク（3街区）は「みなとみらい新港地区」に含まれることもあるが、町の区画では海岸通となる。
※各緑地の（ ）内には、みなとみらい新港地区における街区を記している。

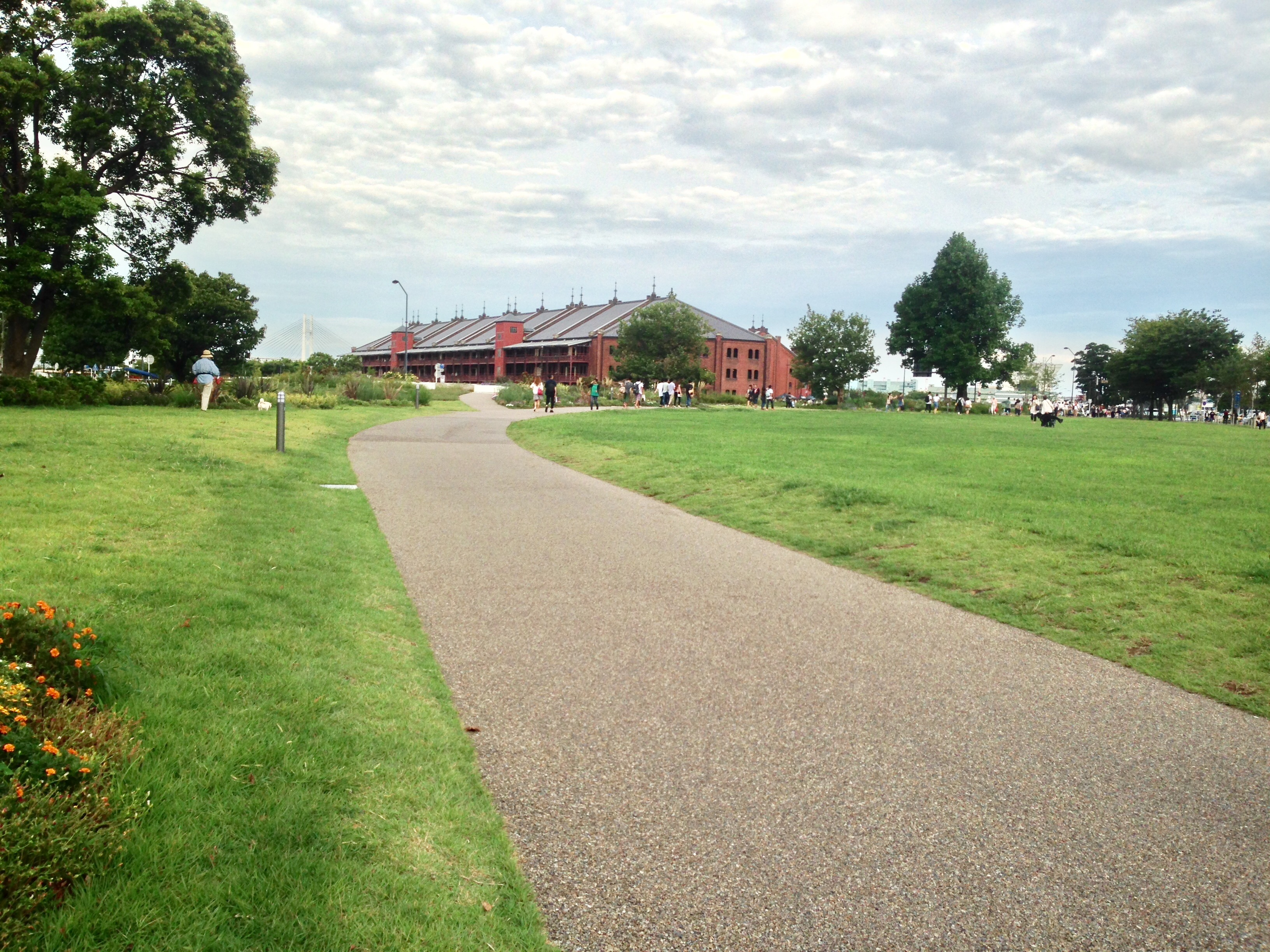
新港中央広場より赤レンガ倉庫を見る（2014年8月）

- 赤レンガパーク（2街区）
赤レンガ倉庫の付近一帯に整備された公園・広場。1999年9月一部供用開始、2002年4月開園。

- ハンマーヘッドパーク（5街区）
客船ターミナル複合施設「横浜ハンマーヘッド」（8・9号岸壁）の海側先端部には歴史的な産業遺産であるハンマーヘッドクレーン（50t起重機）の遺構が現存する（後節#新港埠頭の岸壁参照）が、その周辺を多目的イベント広場「ハンマーヘッドパーク」（複合施設「横浜ハンマーヘッド」ともデッキで接続[29]）として整備し、2020年8月に開園[30][31]（詳細は「横浜ハンマーヘッド#ハンマーヘッドパーク」を参照）。例年夏場に開催されるみなとみらいスマートフェスティバルでは、花火の有料観覧席が設営される[32]。

- 新港中央広場（8街区）
汽車道と赤レンガ倉庫を結ぶ動線上に位置する広場。2005年6月開園。公共施設緑化整備の事業計画地に指定されており[33]、2013年から2014年にかけて場所の特性に合った宿根草を植えるなど緑化が進められ、「ナチュラルガーデン」として再整備されている[34]。
2009年の開国博Y150では「はじまりの森」としてベイサイドエリア会場の一つとなり、さらに2017年の第33回全国都市緑化よこはまフェア（愛称：ガーデンネックレス横浜2017）でもみなとガーデン会場の一つとして、世界的なガーデナーのジャクリーン・ファン・デル・クルートがデザイン・植栽監修したガーデンや企業・団体・大学による「ナチュラルガーデン」をテーマにした庭園の展示が行われた[35][36]。
なお、北側の7街区も新港中央広場の一部（緑地兼駐車場）として整備する計画がある[37]（現在は横浜ハンマーヘッドの第3駐車場となっている）。

- カップヌードルミュージアムパーク（旧称：新港パーク/10街区）
安藤百福発明記念館 横浜（カップヌードルミュージアム 横浜）北側の海岸沿いに整備された公園。2001年4月開園。元々は「新港パーク」という名称であったが、ネーミングライツにより2012年8月から10年間の契約（2022年にはさらに10年延長）[38]で「カップヌードルミュージアムパーク」に改称されている（「安藤百福発明記念館 横浜#カップヌードルミュージアムパーク（旧：新港パーク）」も参照）。海辺に位置しているため、パーク内には塩分に強い松の木（クロマツ）が植えられている[39]。
2020年度には臨港パーク方面（パシフィコ横浜・ぷかりさん橋手前）と歩行者専用の女神橋で接続することで、臨海エリアの回遊性向上が図られている[29][40]。また、2021年には「公共空間活用提案モデル事業」として、パーク内にテントやバーベキュー設備、プロムナード・展望デッキ、飲食施設などを備えたグランピング施設「DREAM DOOR YOKOHAMA HAMMERHEAD（ドリームドア ヨコハマハンマーヘッド）」の整備も行われている[41][42][43][44]（同年8月オープン[42][43][44]）。例年夏場に開催されるみなとみらいスマートフェスティバルでは、ハンマーヘッドパーク同様、花火の有料観覧席が設営される。

- 運河パーク（17街区）
横浜ワールドポーターズ前の汽車道沿いに整備された公園で、桜木町駅方面からの新港地区の玄関口に当たる（「汽車道#周辺の緑地整備（運河パーク）」も参照）。1999年9月開園。また、2002年に設定された「開港の道」（桜木町駅前から汽車道や赤レンガ倉庫前、山下臨港線プロムナード、大さん橋、山下公園などを経由し、港の見える丘公園に至る散策コース）の一部となっている[45][46]。
2017年の第33回全国都市緑化よこはまフェアではみなとガーデン会場の一つとして、企業・団体による「アーバンライフガーデン」をテーマにした庭園や市民団体・高校生らによる花時計花壇などの展示が行われた[36]。

## 新港埠頭の岸壁

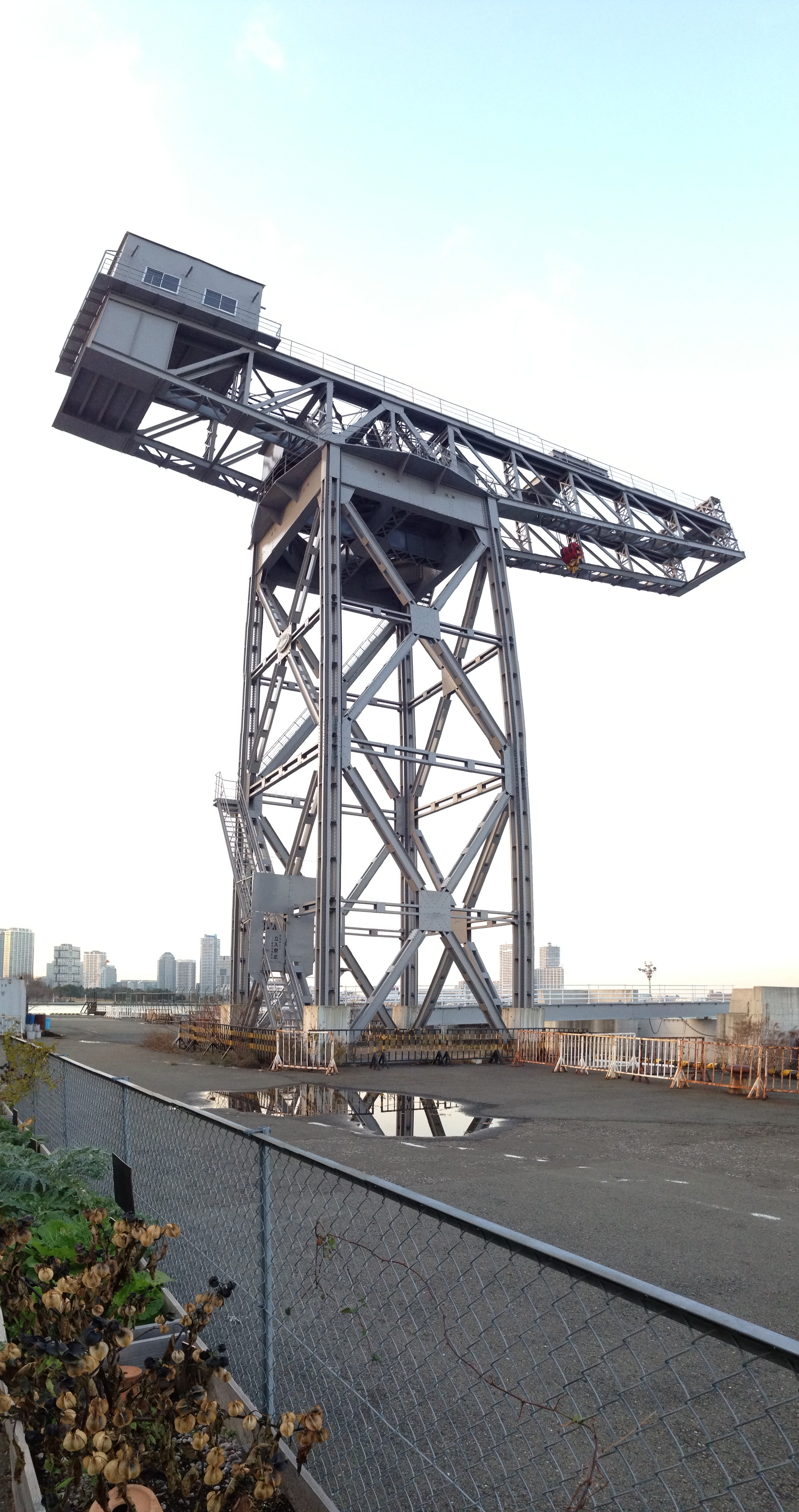
ハンマーヘッドクレーンの遺構（2013年6月）

新港埠頭にはかつて1号〜12号まで岸壁があったが、現在では1〜3号岸壁は赤レンガ倉庫の海側広場（赤レンガパークの一部、ピア赤レンガの桟橋がある）であり、4・5号岸壁は横浜海上防災基地が使用している。また、6・7号および10〜12号岸壁はみなとみらい21の開発に伴う新港地区拡張（埋立）により消失している。
みなとみらい6-1街区に該当する8・9号岸壁は、2010年8月まで「新港客船ターミナル」として使用されていた（岸壁の老朽化により1990年代半ばより使用は制限）。岸壁・ターミナルの老朽化に加え横浜港大さん橋国際客船ターミナルが客船の主要拠点となったことから、その後は主にタグボートの係留地としての使用に留まっていたが、2016年度から2019年度にかけて後述のように9号岸壁と新たな客船ターミナルの整備が行われた。またこの区域内には、前述の新港客船ターミナルとしても利用されていた上屋（1929年建造）の一部を改修・転用し2006年に設立された東京藝術大学大学院映像研究科新港校舎（映像文化施設・スタジオ）や横浜トリエンナーレの会場として2008年に建設された新港ピアがあったが、9号岸壁周辺の整備計画に伴い新港ピアは2015年6月に取り壊しとなり、さらに東京藝術大学の校舎も同年度末に閉鎖（山下町の元町中華街新校舎へ移転）となっている。
この他、8・9号岸壁間の海側先端部付近に位置するみなとみらい5街区には歴史的に貴重なハンマーヘッドクレーン（50t起重機）の遺構が現存しており、横浜市では港湾計画に基づき後述の客船岸壁（ターミナル）の整備に合わせて、同クレーンの周辺（約0.3ha）を多目的イベント広場「ハンマーヘッドパーク」として整備し、2020年8月に開園を迎えた（詳細は「横浜ハンマーヘッド#ハンマーヘッドパーク」を参照）。

### 9号岸壁の整備計画

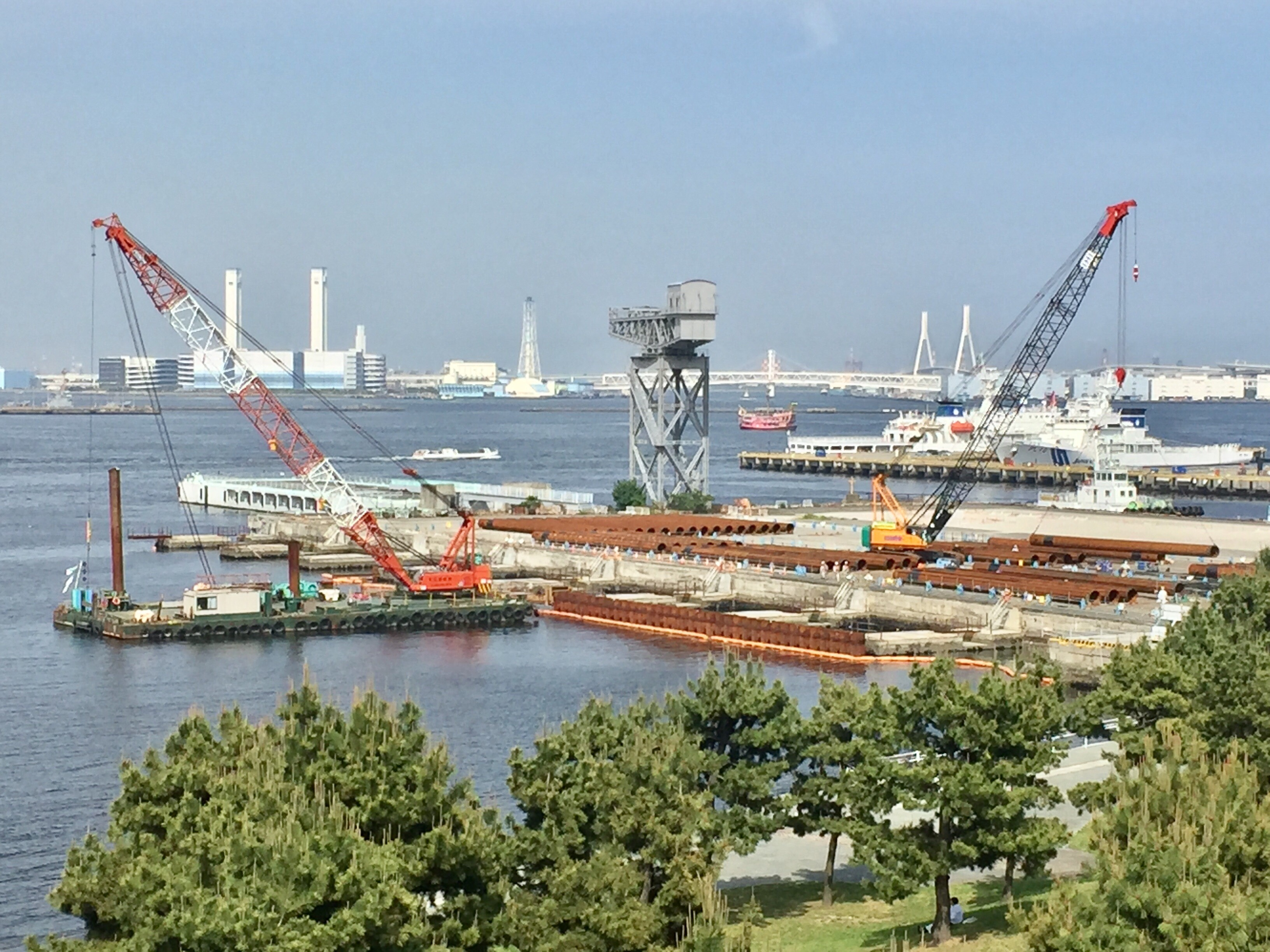
整備中の9号岸壁（2017年5月）

横浜港に寄港する大型客船について、前述の大さん橋単独では対応に限界があることから新港埠頭でも受け入れを可能とするため、9号岸壁の耐震化と延伸・増深整備（既存の「延長220メートル・水深7.5メートル」から「延長340メートル・水深9.5メートル」に拡張して、11万6千総トン級にも対応できるようにするなど横浜港に寄港する船舶の8割の受け入れを可能とするもの）が2016年度〜2019年度にかけて実施された。
また、並行して公民連携でかつての新港客船ターミナルに代わる新たな客船施設「新港ふ頭客船ターミナル」の整備も行われ、食を中心とした商業施設やホテルなども併設された複合施設「横浜ハンマーヘッド」として2019年10月に竣工および供用開始となった。
これらの整備に先立ち、2017年1月には官民連携により施設整備を行う「国際クルーズ拠点」（国土交通省がクルーズ船社と港湾管理者による共同事業計画を募集し認定）の一つとして新港埠頭が選定されている。

## その他

### 日本郵便
- 郵便番号：231-0001[2]（集配局：横浜港郵便局[79]）

### 警察
町内の警察の管轄区域は以下の通りである。
| 丁目       | 番・番地等 | 警察署         | 交番・駐在所 |
| ---------- | ---------- | -------------- | ------------ |
| 新港一丁目 | 全域       | 横浜水上警察署 | 新港町交番   |
| 新港二丁目 | 全域       | 横浜水上警察署 | 新港町交番   |